# Gothèye
Gothèye è un comune rurale del Niger facente parte del dipartimento di Téra nella regione di Tillabéri.